# Puchar Europy w Lekkoatletyce 1973 – eliminacje kobiet (Lyngby)
Eliminacje pucharu Europy w lekkoatletyce w 1973 kobiet odbyły się 30 czerwca w Lyngby. Były to jedne z dwóch zawodów eliminacyjnych. Drugie odbyły się w Rijece.
Wystąpiło sześć zespołów, z których trzy najlepsze awansowały do półfinałów: Finlandia do półfinału w Warszawie, Czechosłowacja do półfinału w Sittard, a Norwegia do półfinału w Bukareszcie.

## Klasyfikacja generalna
| Poz. | Reprezentacja  | Punkty |
| ---- | -------------- | ------ |
| 1    | Finlandia      | 66     |
| 2    | Czechosłowacja | 62     |
| 3    | Norwegia       | 45     |
| 4    | Dania          | 43     |
| 5    | Irlandia       | 40     |
| 6    | Islandia       | 16     |

## Wyniki indywidualne
Kolorami oznaczono zawodniczki reprezentujące zwycięskie drużyny.

### Bieg na 100 metrów
| Lp. | Państwo        | Zawodniczka          | Wynik |
| --- | -------------- | -------------------- | ----- |
| 1.  | Finlandia      | Mona-Lisa Pursiainen | 11,3  |
| 2.  | Czechosłowacja | Věra Knapová         | 11,7  |
| 3.  | Irlandia       | Jacqui Spence        | 12,0  |
| 4.  | Norwegia       | Eva Seim             | 12,0  |
| 5.  | Dania          | Margit Hansen        | 12,0  |
| 6.  | Islandia       | Sigrún Sveinsdóttir  | 12,4  |

### Bieg na 200 metrów
| Lp. | Państwo        | Zawodniczka          | Wynik  |
| --- | -------------- | -------------------- | ------ |
| 1.  | Finlandia      | Mona-Lisa Pursiainen | 23,1 = |
| 2.  | Irlandia       | Claire Walsh         | 24,3   |
| 3.  | Czechosłowacja | Krista Jarošová      | 24,9   |
| 4.  | Dania          | Val Sejerø           | 24,9   |
| 5.  | Norwegia       | Eva Seim             | 25,2   |
| 6.  | Islandia       | Ingunn Einarsdóttir  | 26,1   |

### Bieg na 400 metrów
| Lp. | Państwo        | Zawodniczka          | Wynik  |
| --- | -------------- | -------------------- | ------ |
| 1.  | Irlandia       | Aideen Morrison      | 54,1   |
| 2.  | Finlandia      | Marika Eklund        | 54,3   |
| 3.  | Czechosłowacja | Jozefína Čerchlanová | 55,0   |
| 4.  | Norwegia       | Annlaug Drange       | 56,5   |
| 5.  | Dania          | Jette Riisberg       | 56,2   |
| 6.  | Islandia       | Lilja Guðmundsdóttir | 1:00,5 |

### Bieg na 800 metrów
| Lp. | Państwo        | Zawodniczka               | Wynik  |
| --- | -------------- | ------------------------- | ------ |
| 1.  | Irlandia       | Mary Tracey               | 2:02,9 |
| 2.  | Dania          | Birgitte Jennes           | 2:05,9 |
| 3.  | Norwegia       | Åse Svinsholt             | 2:06,5 |
| 4.  | Czechosłowacja | Helena Nerudová           | 2:07,9 |
| 5.  | Finlandia      | Sinikka Tyynelä           | 2:16,7 |
| 6.  | Islandia       | Ragnhildur Ósk Pálsdóttir | 2:23,1 |

### Bieg na 1500 metrów
| Lp. | Państwo        | Zawodniczka               | Wynik  |
| --- | -------------- | ------------------------- | ------ |
| 1.  | Finlandia      | Pirjo Vihonen             | 4:16,1 |
| 2.  | Norwegia       | Grete Andersen            | 4:21,8 |
| 3.  | Czechosłowacja | Emília Přivřelová         | 4:26,4 |
| 4.  | Irlandia       | Marilyn Lynch             | 4:28,0 |
| 5.  | Dania          | Loa Olafsson              | 4:36,7 |
| 6.  | Islandia       | Ragnhildur Ósk Pálsdóttir | 5:24,7 |

### Bieg na 100 metrów przez płotki
| Lp. | Państwo        | Zawodniczka       | Wynik |
| --- | -------------- | ----------------- | ----- |
| 1.  | Finlandia      | Ulla Lempiäinen   | 14,2  |
| 2.  | Czechosłowacja | Jindřiška Krchová | 14,2  |
| 3.  | Dania          | Margit Hansen     | 14,2  |
| 4.  | Norwegia       | Sidsel Kjellås    | 14,7  |
| 5.  | Islandia       | Lára Sveinsdóttir | 15,8  |
| 6.  | Irlandia       | Margaret Murphy   | 16,5  |

### Sztafeta 4 × 100 metrów
| Lp. | Państwo        | Zawodniczki                                                            | Wynik |
| --- | -------------- | ---------------------------------------------------------------------- | ----- |
| 1.  | Finlandia      | Seija Rönn Mona-Lisa Pursiainen Riitta Salin Pirkko Helenius           | 46,7  |
| 2.  | Czechosłowacja | Krista Jarošová Věra Knapová Hana Malá Eva Putnová                     | 46,8  |
| 3.  | Dania          | Val Sejerø Petersen Margit Hansen Laila Søndergård                     | 46,8  |
| 4.  | Norwegia       | Marit Prøsch Eva Seim Nina Liverød Brit Eli Moi                        | 47,2  |
| 5.  | Islandia       | Lára Sveinsdóttir Sigrún Sveinsdóttir Ingunn Einarsdóttir Björnsdóttir | 49,8  |
| –   | Irlandia       | Margaret Murphy Padraigin O’Dwyer Aideen Morrison Jacqui Spence        | DQ    |

### Sztafeta 4 × 400 metrów
| Lp. | Państwo        | Zawodniczki                                                                    | Wynik  |
| --- | -------------- | ------------------------------------------------------------------------------ | ------ |
| 1.  | Finlandia      | Riitta Salin Seija Rönn Marika Eklund Mona-Lisa Pursiainen                     | 3:36,8 |
| 2.  | Irlandia       | Padraigin O’Dwyer Claire Walsh Aideen Morrison                                 | 3:37,4 |
| 3.  | Czechosłowacja | Alena Šimečková Eva Štefková Libuše Macounová Jozefína Čerchlanová             | 3:42,6 |
| 4.  | Dania          | Lisbeth Nielsen Tone Kyhn Grete Andersen Birgitte Jennes                       | 3:47,6 |
| 5.  | Norwegia       | Annlaug Drange Else Karin Systad Ellen Johanne Braa Tone Rolland               | 3:52,7 |
| 6.  | Islandia       | Sigrún Sveinsdóttir Ingunn Einarsdóttir Lára Sveinsdóttir Lilja Guðmundsdóttir | 4:01,4 |

### Skok wzwyż
| Lp. | Państwo        | Zawodniczka         | Wynik |
| --- | -------------- | ------------------- | ----- |
| 1.  | Czechosłowacja | Miloslava Hübnerová | 1,80  |
| 2.  | Dania          | Grith Ejstrup       | 1,73  |
| 3.  | Norwegia       | Astrid Tveit        | 1,70  |
| 4.  | Finlandia      | Heleena Kullas      | 1,67  |
| 5.  | Irlandia       | Yvonne O’Brien      | 1,64  |
| 6.  | Islandia       | Lára Sveinsdóttir   | 1,61  |

### Skok w dal
| Lp. | Państwo        | Zawodniczka          | Wynik |
| --- | -------------- | -------------------- | ----- |
| 1.  | Norwegia       | Berit Berthelsen     | 6,19  |
| 2.  | Czechosłowacja | Eva Šuranová         | 6,10  |
| 3.  | Finlandia      | Pirkko Helenius      | 5,93  |
| 4.  | Irlandia       | Margaret Murphy      | 5,74  |
| 5.  | Dania          | Annelise Christensen | 5,58  |
| 6.  | Islandia       | Sigrún Sveinsdóttir  | 5,31  |

### Pchnięcie kulą
| Lp. | Państwo        | Zawodniczka          | Wynik |
| --- | -------------- | -------------------- | ----- |
| 1.  | Czechosłowacja | Helena Fibingerová   | 19,41 |
| 2.  | Finlandia      | Christine Barck      | 15,67 |
| 3.  | Norwegia       | Eva Fodor            | 13,75 |
| 4.  | Dania          | Åse Jensen           | 13,25 |
| 5.  | Irlandia       | Freddie Cooney       | 11,96 |
| 6.  | Islandia       | Guðrún Ingólfsdóttir | 11,44 |

### Rzut dyskiem
| Lp. | Państwo        | Zawodniczka          | Wynik |
| --- | -------------- | -------------------- | ----- |
| 1.  | Czechosłowacja | Marie Novotná        | 49,19 |
| 2.  | Finlandia      | Christine Barck      | 44,45 |
| 3.  | Dania          | Helle Schou Jeppesen | 42,80 |
| 4.  | Norwegia       | Ann-Kristin Granrud  | 41,64 |
| 5.  | Irlandia       | Rosemary Murphy      | 34,69 |
| 6.  | Islandia       | Guðrún Ingólfsdóttir | 29,77 |

### Rzut oszczepem
| Lp. | Państwo        | Zawodniczka         | Wynik |
| --- | -------------- | ------------------- | ----- |
| 1.  | Finlandia      | Pirjo Kumpulainen   | 54,33 |
| 2.  | Czechosłowacja | Jana Linková        | 51,67 |
| 3.  | Dania          | Nina Carstensen     | 49,16 |
| 4.  | Norwegia       | Inger Lise Ramton   | 49,03 |
| 5.  | Islandia       | Arndís Björnsdóttir | 37,75 |
| 6.  | Irlandia       | Rosemary Murphy     | 24,90 |